# Station Thames Ditton
Thames Ditton is een spoorwegstation van National Rail in Elmbridge in Engeland. Het station is eigendom van Network Rail en wordt beheerd door South Western Railway. 